# ارلیگهایم
ارلیگهایم (به آلمانی: Erligheim) یک شهر در آلمان است که در لودویگزوبورگ واقع شده‌است.

## خصوصیات
ارلیگهایم ۲٬۷۳۹ نفر جمعیت دارد.

## خواهرخوانده
شهر Markersdorf خواهرخواندهٔ ارلیگهایم هست.